# Eón de la Estrella
Eón de la Estrella (¿? - 1148) fue un famoso gentilhombre bretón del siglo XII protagonista de un movimiento heterodoxo de relativa importancia en Bretaña.
Habiendo oído en la iglesia aquellas palabras: per eum qui venturus est judicare vivos et mortuos, como la palabra eum los franceses la leían eon, creyó que toda la frase se refería a él y que por tanto él era el juez de los vivos y los muertos. Empezó a predicar su misión y encontró en gran parte de Francia un número asombroso de secuaces que se dieron al saqueo, sobre todo de los monasterios. Entre sus fieles constituyó una especie de jerarquía; había entre ellos ángeles, apóstoles, etc. Uno se llamaba el Juicio, otro la Ciencia, etc.
Los poderes seculares mandaron fuerzas contra él, pero nadie se atrevió a detenerle, porque aun los que no creían en él lo tenían por mago y le tenían como a un hombre que tenía trato con el demonio. Con todo el arzobispo de Reims le hizo prender y presentar al concilio que bajo la presidencia del papa Eugenio III se había reunido en Reims mismo en 1148 para condenar las enseñanzas de Gilberto de la Porrée. El Papa le preguntó "¿Quién eres tú?" Eón replicó "Soy el que ha de venir a juzgar a los vivos y a los muertos". Viendo el Papa que Eón estaba recostado sobre un bastón en forma de horca, le preguntó qué significaba aquel bastón. "Aquí se encierra un gran misterio -contestó Eón- mientras que las dos púas de la horca miren al cielo, Dios tiene el señorío de las dos terceras partes del mundo y me deja a mí la tercera, pero si yo vuelva la horca del revés con las puntas hacia abajo, entonces a Dios no le queda sino la tercera parte del mundo y las otras dos son mías".
Por este y otros disparates conocieron los jueces que trataban con un loco rematado, así es que no le dieron más pena que la de encerrarle como a un loco. Muy poco después murió en la prisión del arzobispo de Reims.

## Eonitas
Se llamó eonitas a los secuaces del visionario Eón de la Estrella. Al ser preso y encerrado su caudillo, la mayor parte de los discípulos entraron de nuevo en la iglesia y fueron recibidos benignamente. Algunos, sin embargo, se obstinaron, como aquel a quien Eón había apodado el Juicio y el que se llamaba la Ciencia y algunos más. Estos fueron condenados al suplicio de la hoguera.